# Gobiosoma paradoxum
Gobiosoma paradoxum är en fiskart som först beskrevs av Günther, 1861.  Gobiosoma paradoxum ingår i släktet Gobiosoma och familjen smörbultsfiskar. IUCN kategoriserar arten globalt som livskraftig. Inga underarter finns listade i Catalogue of Life.